# 프랑스령 카메룬
프랑스령 카메룬(프랑스어: Cameroun français)은 중앙아프리카에 있던 국제 연맹 위임통치령 지역이었다. 현재 카메룬은 카메룬의 독립 국가의 일부를 형성하고 있다.

## 역사

### 제2차 세계 대전

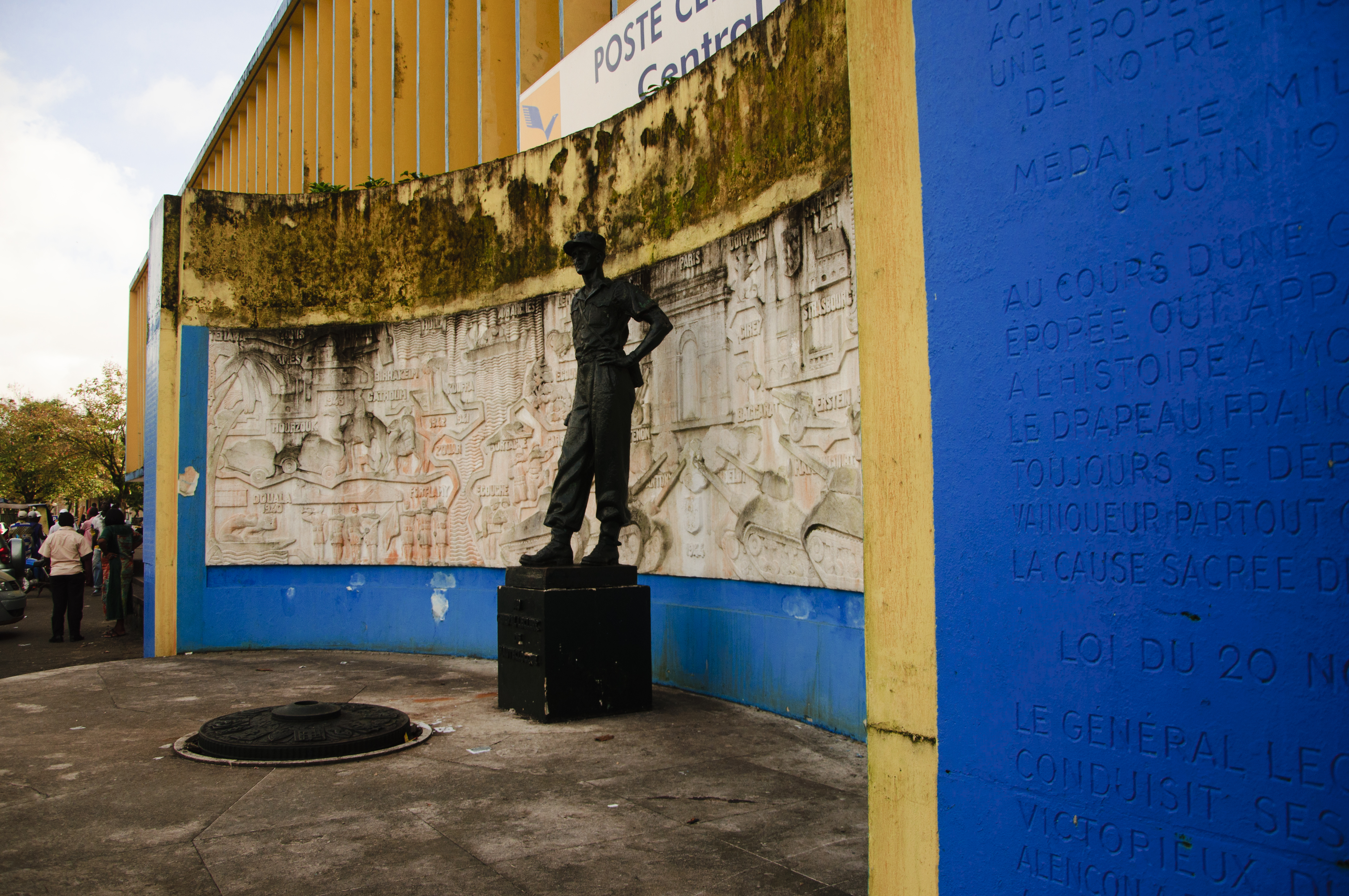
두알라의 르클레르 장군 기념비

1940년 프랑스령 카메룬은 필리프 르클레르 장군이 두알라에 상륙하자 자유 프랑스로 재집결하여 8월 27일 점령한 후 야운데로 이동했고, 친비시 프랑스 총독 리처드 브루노가 프랑스령 카메룬의 행정권을 넘겨줘야 했다.

### 식민지 및 위임통치령
오늘날 카메룬 지역은 19세기 말 "아프리카 분할" 기간 동안 독일이 보호령으로 주장하였다. 제1차 세계 대전 동안 이곳은 프랑스와 벨기에 군대에 의해 점령되었다.
1922년 국제 연맹에 의해 영국과 프랑스에 위임되었다. 프랑스의 위임통치령은 프랑스령 서아프리카의 카메룬으로 알려져 있었다. 영국의 위임통치령은 영국령 서아프리카의 카메룬 북부와 카메룬 남부의 두 영토로 관리되었다. 영국령 북부 카메룬은 나이지리아와 카메룬의 국경 지대로 나뉘었다.

### 독립
프랑스령 카메룬은 1960년 1월에 독립하였고, 나이지리아는 같은 해 말에 독립할 예정이었다. 1959년부터 계속된 논의 끝에 1961년 2월 11일 국민투표(영국령 카메룬 국민투표)가 실시되었다. 이슬람교도가 다수인 북부 지역은 나이지리아와의 연합을 선택했고 남부 지역은 카메룬에 가입하기로 투표했다.
카메룬 북부는 1961년 5월 31일에 나이지리아의 영토가 되었고, 카메룬 남부는 10월 1일에 카메룬의 영토가 되었다. 그 동안 이 지역은 프랑스령 서아프리카의 프랑스 식민지로 관리되었다.

## 같이 보기
- 카메룬
- 프랑스 식민제국
- 알제리 전쟁
- 프랑스의 식민지 목록
- 프랑스령 적도 아프리카
- 프랑스 식민제국 기 목록
- 프랑스령 서아프리카